# Zollhaus Großensiel
Das ehemalige Zollhaus Großensiel, Großensieler Straße 2, direkt neben den Bahngleisen, im niedersächsischen Nordenham-Großensiel im Landkreis Wesermarsch stammt aus der Mitte des 19. Jahrhunderts.
Aktuell (2024) wird er als Wohnhaus genutzt.
Das Gebäude steht unter Denkmalschutz (siehe auch Liste der Baudenkmale in Nordenham).

## Geschichte
Das Abbehauser Siel entstand 1759. An der Mündung zur Weser entwickelte sich ein kleiner Sielhafen zur Ausfuhr von landwirtschaftlichen Produkten mit dem Schwerpunkt der Viehtransporte. Daraus wurde der Hafen Großensiel an der Unterweser, mit einem ersten Zollhaus von 1855 zur Erhebung des Zolls für das Großherzogtum Oldenburg im Rahmen des Deutschen Zollvereins (Beitritt 1854). Die Funktionen des Vereins gingen auf das Deutsche Kaiserreich über.

## Beschreibung
Das zweigeschossige verputzte Gebäude auf Sockel mit Krüppelwalmdach und späteren Schleppgauben sowie den fast rechteckigen gerahmten Fenstern und dem Eingang mit dem Schild NFP 1855 (Als Namenschiffre für Nicolaus Friedrich Peter, Großherzog von Oldenburg), diente zunächst als Nebenzollamt 1. Klasse. Das Haus wurde nach Aufgabe als Zollamt verkauft. Seitdem ist das Zollamt Brake als Grenzzollamt für Nordenham zuständig.
Das Landesdenkmalamt befand zur Bedeutung: „geschichtlich, wissenschaftlich, städtebaulich“.